# José Luis Pallares
José Luis Pallares (Lanús, 8 de febrero de 1960) es un político argentino que se desempeñó como Senador Provincial por la 3° Sección Electoral de la Provincia de Buenos Aires. También se ha desempeñado como concejal de Lanús llegando a la presidencia de dicho cuerpo.

## Biografía

### Primeros años
José Luis Pallares comenzó su carrera política en la ciudad de Lanús perteneciendo al Partido Justicialista, por el cual fue elegido en Congresal Nacional en 1982, Secretario de la Juventud Peronista en 1988, Secretario General del Partido Justicialista y secretario de Relaciones Institucionales en 1993.
Ocupó el cargo de subdirector del Honrable Concejo Deliberante de Lanús desde 1983 y hasta 1987. Luego fue asesor en la Cámara de Diputados de la Nación hasta 1990. Posteriormente, ocupó la subsecretaría de Acción Social de la Municipalidad de Lanús desde 1991 hasta 1997. Fue a su vez, secretario del Bloque Justicialista de la Cámara de Senadores de la Provincia de Buenos Aires desde 1997 y hasta 1999.

### Concejal de Lanús
En el año 1999 fue elegido como Concejal en el Honorable Concejo Deliberante de Lanús, ejerciendo la presidencia de la Comisión de Hacienda y Presupuesto del Honorable Concejo Deliberante de Lanús (1999-2005) y ascendiendo en el 2007 al cargo de Presidente del Honorable Concejo Deliberante de Lanús.

### Senadores de la Provincia de Buenos Aires
En 2011 fue elegido Senador Provincial por la 3° Sección Provincia de Buenos Aires, renovando su banca en el 2015 como miembro del Frente Renovador liderado por Sergio Massa y volviéndola a renovar otra vez en 2019 al estar en quinto lugar en la lista del Frente de Todos.